# گژگوش دامینتسکی
گژگوش دامینتسکی (انگلیسی: Grzegorz Damięcki؛ ‏ ۱۵ نوامبر ۱۹۶۷) بازیگر اهل لهستان بود. وی از سال ۱۹۹۱ میلادی تاکنون مشغول فعالیت بوده‌است. وی دانش‌آموختهٔ آکادمی ملی هنرهای نمایشی الکساندر زلوروویچ در ورشو است.
از فیلم‌ها یا برنامه‌های تلویزیونی که وی در آن نقش داشته‌است، می‌توان به غیرمجازها، شش نفر، مفقودشدگان، مرز، قرارداد، پدر متیو، در اعماق جنگل، طاقت بیاور، هتل ۵۲، شوپن: میل به عاشقی، فهرست شیندلر، پورنوگرافی، و بلفر اشاره کرد.